# Garcinia crassinervis
Garcinia crassinervis är en tvåhjärtbladig växtart som först beskrevs av Otto Warburg, och fick sitt nu gällande namn av A.J.G.H. Kostermans. Garcinia crassinervis ingår i släktet Garcinia och familjen Clusiaceae. Inga underarter finns listade i Catalogue of Life.